# Kasparov proti Rusiji
Kasparov proti Rusiji je primer, v katerem je Evropsko sodišče za človekove pravice odločilo, da večurno policijsko pridržanje osebe brez možnosti njenega odhoda in brez pravnega namena, krši človekovo temeljno pravico do svobode in posledično preprečuje uresničevanje pravice do zbiranja in združevanja.

## Ozadje primera
Gari Kasparov je pisatelj, politični aktivist in večkratni svetovni šahovski prvak. Po njegovih navedbah, je 18. maja 2007 ob 8:30 uri skupaj s še petimi osebami prispel na moskovsko letališče, z namenom, da bi odpotoval v Samaro, kjer bi se naj udeležil politične demonstracije kot član opozicijske politične stranke. Navaja, da je ob prijavi na letališču izkazal svojo identiteto s potnim listom, vendar mu ga je policist zasegel skupaj z letalsko karto. Nato so ga pospremili v 2. nadstropje letališča, kjer je bil zaslišan glede domnevno ponarejene letalske karte in ga z namenom ugotovitve kršitve kaznivega dejanja pridržali za kar 5 ur. Med zaslišanjem je pritožnik povedal, da je bila letalska karta kupljena zakonito, na ostala policistova vprašanja pa ni želel odgovarjati. Pri tem se je skliceval na 51. člen ruske ustave, ki pravi, da se nikomur ni potrebno inkriminirati ali podajati obremenilnih dokazov zoper svoje zakonce ali bližnje sorodnike. Pritožnik prav tako navaja, da mu je bil odhod onemogočen s strani oboroženega policista, ki je varoval sobo, v kateri je bil primoran ostati do 13:30 ure.

## Postopek
Pritožnik je vložil pritožbo na Evropsko sodišče za človekove pravice zaradi domnevne kršitve prvega odstavka 5. člena ter 11. in 18. člena Evropske konvencije o varstvu človekovih pravic. Pred tem pa se je o tem primeru odločalo že na prvostopenjskih sodiščih. Pritožnik se je sprva pritožil na moskovsko prometno tožilstvo o njegovem nezakonitem pridržanju in ob tem tudi zahteval, da se uvede kazenski postopek zoper odgovorne osebe. Tožilstvo je njegovo pritožbo preučilo in zavrnilo, saj naj bi policija ravnala v skladu z zakonom in znotraj svojih pristojnosti. Kazenskega postopka ni uvedlo predvsem zaradi odsotnosti corpus delicti. Pritožnik se je na odločitev tožilstva kasneje pritožil na Okrožno sodišče v Moskvi, katero je njegovo pritožbo zopet zavrnilo, tokrat kot neutemeljeno. Ob tem je sodišče sprejelo sklep, da je pri svoji odločitvi tožilstvo sledilo zakonu in ob tem ni kršilo temeljnih človekovih pravic, kot je bilo med drugim navedeno v pritožbi. Na to odločitev je pritožnik vložil kasacijsko pritožbo tudi na moskovsko mestno sodišče, ki je obenem tudi najvišje sodišče Moskve na področju civilnega, kazenskega in upravnega prava. Tudi to sodišče je njegovo pritožbo zavrnilo na podlagi prepričanja v pravilnost odločitve tako tožilstva, kot tudi sodišča prve stopnje.
Glede na predstavljena dejstva tako s strani pritožnika kot tudi vlade je sodišče odgovarjalo na vprašanje: "Ali so bile pritožniku zaradi večurnega policijskega pridržanja in brez možnosti njegovega odhoda kršene temeljne človekove pravice?"

## Odločitev ESČP
Sodišče se je pri svojem odločanju opiralo na predstavljene argumente pritožnika, saj po mnenju sodišča vlada ni predstavila zadostnih dokazov, niti ni ugovarjala večini argumentom pritožnika. Prvi razlog, zaradi katerega se je sodišče tako odločilo je, da pritožnik očitno ni mogel, niti ni smel zapustiti sobe, v kateri je bil zaslišan, saj je pred vrati stal oborožen policist. Odhod v Samaro pa mu je prav tako preprečila policija z zasegom potnega lista in letalske karte. Drugi razlog, ki je vplival na odločitev sodišča pa je, da je policija s svojim pridržanjem pritožnika presegla čas, ki je za preiskavo domnevno ponarejene letalske karte potreben, namesto tega pa je že začela preiskovati kaznivo dejanje poneverbe.
O tem primeru je odločalo 7 sodnikov. Soglasno so sprejeli odločitev, da je bila pritožniku kršena pravica do svobode in pravica do zbiranja in združevanja. Tako je policija s pridržanjem pritožnika, kršila 1. odstavek 5. člena in celotni 11. člen Evropske konvencije o varstvu človekovih pravic. Z glasovanjem 6/1 so odločili, da pritožbe, ki se nanaša na 18. člen Konvencije, ni potrebno preučiti. Sodnica Helen Keller je napisala tudi odklonilno ločeno mnenje. O nepotrebnosti preučitve ostalih pritožb, ki se nanašajo na 4., 10. in 41. člen Konvencije, so sodniki glasovali soglasno.